# Przytulia stepowa
Przytulia stepowa (Galium valdepilosum Heinr. Braun) – gatunek rośliny należący do rodziny marzanowatych.

## Rozmieszczenie geograficzne
Występuje w Danii, Niemczech, Czechach, Austrii i Polsce. W Polsce rośnie współcześnie na kilku stanowiskach, położonych na Dolnym Śląsku (Radunia i Garb Golińca) oraz na Wyżynie Miechowskiej (obszar Natura 2000 „Kalina-Lisiniec” oraz rezerwaty Dąbie i Wały).

## Morfologia
ŁodygaDo 35 cm wysokości, jasnozielona, lśniąca, czterokanciasta, w dolnej części czerwono nabiegła i gęsto owłosiona.
LiścieSkupione w okółkach po 7-8, długości 7-10 mm i szerokości do 1 mm, równowąskie, ostro zakończone.
KwiatyBiałe, o średnicy 2,5-3 mm, zebrane w kwiatostan.
OwocBrodawkowany.

## Biologia i ekologia
Bylina, heliofit. Rośnie w murawach kserotermicznych rozwiniętych na skałach zasadowych, w miejscach odsłoniętych. Kwitnie w maju i czerwcu. Liczba chromosomów 2n=22 lub 44. Gatunek charakterystyczny rzędu Festucetalia valesiacae.

## Zmienność
Gatunek zróżnicowany na dwa podgatunki:
- Galium valdepilosum Heinr.Braun subsp. valdepilosum – występuje w całym zasięgu gatunku
- Galium valdepilosum subsp. slesvicense (Sterner ex Hyl.) Ehrend. – występuje tylko w Danii

## Zagrożenia i ochrona
Gatunek objęty w Polsce ścisłą ochroną.
Kategorie zagrożenia:
- Kategoria zagrożenia w Polsce według Czerwonej listy roślin i grzybów Polski (2006)[6]: R (rzadki); 2016: CR (krytycznie zagrożony)[7]
- Kategoria zagrożenia w Polsce według Polskiej Czerwonej Księgi Roślin (2001): EN (endangered, zagrożony); 2014: CR (krytycznie zagrożony)[8]